# Stor bäckharkrank
Stor bäckharkrank (Tipula obscuriventris) är en tvåvingeart som beskrevs av Gabriel Strobl 1900. Stor bäckharkrank ingår i släktet Tipula och familjen storharkrankar. Enligt den finländska rödlistan är arten nära hotad i Finland. Enligt den svenska rödlistan är arten nära hotad i Sverige. Arten förekommer i Götaland. Artens livsmiljö är bäckar. Inga underarter finns listade i Catalogue of Life.